# Kyte
Kyte – brytyjski zespół muzyczny opisujący swoją muzykę jako mieszankę ambient-electro-muzyka pop

## Historia
Pierwotnie brzmienie grupy oscylowało wokół stylu określanego jako shoegaze aby następnie przesunąć się w kierunku electro i popu. Zadebiutowali w roku 2007 singlem Planet (utwór ze strony b - Boundaries - został użyty w trailerze ostatniego sezonu serialu Rodzina Soprano).
Pierwszy album Kyte został wydany w 2008 przez Kids Records. Po koncertach w Wielkiej Brytanii i Japonii zespół wydał drugi album Science for the Living (zawierający materał z EPki Two Sparks, Two Stars, album wydany pierwotnie tylko w Japonii).
19 kwietnia 2010 zespół wydał trzeci album zatytułowany Dead Waves.
W sierpniu 2010 Kyte zagrał na głównej scenie festiwalu Summer Sundae po wygraniu konkursu w programie The Beat prowadzonym przez lokalny oddział radia BBC.
Jesienią 2012 planowane jest wydanie nowego albumu Love to be Lost.

## Muzycy
- Nick Moon - śpiew
- Tom Lowe - gitara, instrumenty klawiszowe
- Scott Hislop - perkusja

## Dyskografia
- Switch Motion To The Sky demo (2006)
- Kyte (2008)
- Two Sparks, Two Stars EP (2008)
- Japan Tour EP (2008)
- Science For The Living (2009)
- Dead Waves (2010)